# Wipers
Wipers byla punková kapela (1977–2001) založená ve Spojených státech. Ovlivnili mnoho umělců, byli jedni z prvních, kteří používali velké zkreslení (distortion). Ovlivnili také skupinu Nirvana, která udělala i pár coververzí skladeb od The Wipers – hlavně "D-7", kterou můžete najít na albu Hormoaning, singlu Lithium a boxsetu With the Lights Out.

## Diskografie

### Alba
- Is This Real? (1979)
- Alien Boy (EP) (1980)
- Youth of America (1981)
- Over the Edge (1983)
- Wipers Live (1985)
- Land of the Lost (1986)
- Follow Blind (1987)
- The Circle (1988)
- The Best of Wipers and Greg Sage (1990)
- Silver Sail (1993)
- The Herd (1996)
- Power in One (1999)
- Wipers Box Set (2001)

### Singly
- "Better Off Dead" (1978)
- "Romeo" (1981)
- "Silver Sail" (1993)
- "The Herd" (1996)
- "Insane" (1996)

### Kompilace
- "10-29-79" (1980)
- "Trap Sampler" (1981)